# Oscar Fritschi

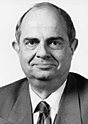
Oscar Fritschi

Oscar Felix Fritschi (* 25. Februar 1939 in Winterthur, heimatberechtigt ebenda; † 8. Januar 2016 in Wetzikon) war ein Schweizer Politiker (FDP).
Fritschi wuchs als Sohn eines freisinnigen Betriebsleiters der Textilbranche in Winterthur auf und schloss sich früh den Jungfreisinnigen an. Er absolvierte ein Geschichtsstudium an der Universität Zürich und wurde zum Dr. phil. promoviert. Er arbeitete danach als Gymnasiallehrer und schrieb daneben Berichte über Parteiversammlungen, unter anderem für die Neue Zürcher Zeitung (NZZ). 
1965 berief ihn der damalige Kantonalparteipräsident und Redaktor der NZZ Ernst Bieri zum Parteisekretär für Kanton und Stadt Zürich. 1972 wechselte Fritschi als Chefredaktor zum Zürcher Oberländer.
In den 1970er und 1980er Jahren war er als internationaler  Handballschiedsrichter im Einsatz.
1986 bis 1992 war Fritschi Präsident der FDP des Kantons Zürich. Von 1991 bis 1992 war er Mitglied des Kantonsrats des Kantons Zürich. Am 25. November 1991 wurde er in den Nationalrat gewählt und hatte dort Einsitz in der Sicherheitspolitischen, der Staatspolitischen und der Redaktionskommission. Bei den Parlamentswahlen 1999 trat er nicht mehr an und schied daher zum 5. Dezember 1999 aus der grossen Kammer aus. Danach war er Präsident der Europäischen Konferenz für Menschenrechte und Selbstbestimmung.
2004 wurde Fritschi pensioniert, blieb aber Präsident des Verwaltungsrates des Anzeigers von Uster, Kopfblatt des Zürcher Oberländers. Er wurde zudem in den Vorstand der FDP des Bezirks Hinwil und zum Präsidenten der Stiftung für Archäologie und Kulturgeschichte im Kanton Zürich berufen.
In der Schweizer Armee war Fritschi Oberst der Mechanisierten und Leichten Truppen. Er war ledig. 
Fritschi starb am 8. Januar 2016 im Alter von 76 Jahren nach kurzem Spitalaufenthalt in Wetzikon.